# 大宮宿

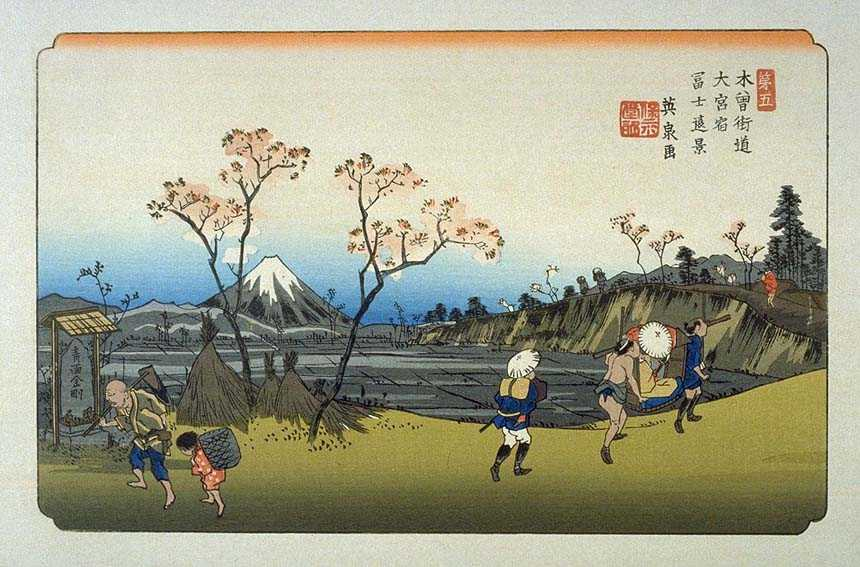
『木曾街道 大宮宿 冨士遠景』
天保6年 - 8年（1835年 - 1837年）、渓斎英泉 画
水ぬるみ、田畑は地色を覗かせ、桜が花をつける早春の郷（さと）。左手には、青面金剛像の彫られた庚申塔と近在の農民の暮らしが描かれる。木鍬（き-ぐわ）を携えて道を行く年老いた農夫と、大きな竹籠を背に付き従って歩く孫であろう幼子である。右手には大宮宿を後にしてなだらかに続く土手を上方（京）へと向かう旅人の様子が描かれている。商いの旅などであれば頓着の無いことが多いようではあるが、土手の上にまで幾人も見られる旅人の往く手には丹沢山地と富士の眺望がひらけている。この風景は、現在、針ヶ谷の大橋陸橋交差点の小堂に納められている庚申塔（#東大成の庚申塔）あたりの、かつての様子である。もっとも、土手と田畑の高低差は実際これほどではなく、誇張して描かれている。

大宮宿（おおみや-しゅく）は、日本の近世にあたる江戸時代に整備され、栄えていた宿場町。中山道六十九次（または木曾街道六十九次）のうち江戸・日本橋から数えて4番目の宿場（武蔵国のうち、第4の宿）。
所在地は、江戸期には東海道武蔵国足立郡大宮宿。
現在の埼玉県さいたま市大宮区にあたる。

## 歴史

### 大宮宿の設置
中山道の前身となる街道は、戦国時代に後北条氏によって整備されたが、その時代には浦和宿の次が上尾宿となり、大宮は両者の中間点で馬継ぎをする場であった。またその街道は、一の鳥居から氷川神社の参道を通り、神社の前で折れて迂回していた。神社の鳥居前、参道沿いに既に町と呼べる集落があったようである。
大宮宿の脇本陣の主であった栗原家が伝えるところによると、天正19年（1591年）に栗原次右衛門保逢が地子免許と引き替えに宿役を勤めると願いを出した。免税は受け入れられなかったが、これを機に大宮宿が設けられたという。宿の名は氷川の大宮、すなわち氷川神社にちなむ。この年は徳川家康が北条氏にかわって関東地方を支配するようになって間もなく、他の宿場の整備年代との関連で、もう少し年代が下るのではないかと言われる（文禄年間から慶長7年頃）。
当初の大宮宿は、大門通りと呼ばれた参道沿いに、宮町、中町、下町と続く3つの町からなった。寛永元年（1624年）には、1キロメートル北東の寿能城跡に屋敷を構えていた北沢甚之丞直元が42軒の村民とともに移住し、大門町を開いて4町となった。

### 氷川参道からの移転
寛永5年（1628年）に、大宮宿の人々は、西の原野に新道を開き宿場をそこに移した。往還の人を神社に参らず通過させるのが神に対して恐れ多いこと、道を直にすると便利なこと、移転の跡地を畑にすれば年貢も増えるというのが、その申請理由であった。翌寛永6年（1629年）に検地が実施され、この時に地子免許を受け、伝馬役負担が定められた。新道は、氷川神社の一の鳥居から北西方向、西寄りに分岐させて開いた。

### 大宮宿の終焉
明治時代に入り、街道の重要性の低下に伴い、宿場町としてのにぎわいは終わった。日本鉄道が敷設されたものの、町の衰退から浦和駅 - 上尾駅間には鉄道駅が設けられなかった。しかしその後の誘致運動により東北本線の分岐点として大宮駅が開業し、さらに大宮工場が設置されたことで、鉄道の町として発展した。

## 町並み
道中奉行による天保14年（1843年）の調べ で、町並みは9町30間（約1.04 km）。宿内人口1,508人（うち、男679人、女829人）。宿内家数319軒（うち、本陣1軒〈在・宮町一丁目〉、脇本陣は9軒で中山道の宿場としては最多である。問屋場4軒、旅籠25軒。他に、紀州鷹場本陣〈北澤家〉1軒、等あり）。
人口は浦和宿とほぼ同じ規模であったが、宿場ではなく馬継場を起源としていたこともあり、問屋場が多い。また、当時江戸から1日で歩く距離としては大宮宿までが限界だったこともあり、脇本陣が町の規模に合わないほど多いという特徴がある。
宿場は当初、本村（のち、高鼻村、さらに、宮町）、北原村、右衛門八分（のちの堀之内村）、甚之丞新田（のち、寿能村、さらに、大門町）、新宿中町、新宿下町、吉鋪新田の7組で構成され、これらを大宮宿と総称した。後に、宮町・大門町・仲町・下町・吉敷町の5町構成に形を変えながら集約・発展を見せている。

### 紀州鷹場本陣
紀州鷹場本陣は、寿能城家老・北澤宮内の子孫、北澤次郎左衛門家の屋敷であった。同家は甚之丞新田の開拓者であり、紀州鷹場本陣は大宮宿の草分けであった。同家は紀州候の鳥見役として御鷹場本陣と宿駅の脇本陣を兼ねていた。なお、北澤家は後世、日本近代漫画の創始者と評価される北澤楽天を輩出している家柄である。
建物は安永4年2月1日（1775年）に出火全焼。現在当地は髙島屋大宮店（大宮駅前）になっており、屋上に北澤稲荷を残す。

### 氷川神社
氷川神社（氷川明神社）は、武蔵一宮と称される神社である。大宮宿の名は神社の雅名としての「大宮」に由来する。今日の中山道から右手に分岐して氷川神社へ向かって18町（約2km）ほど続く参道（「氷川神社参道」）は、寛永5年（1628年）に一の鳥居から左手に延びる道が新たに造られるまでは中山道であった。参道を北に歩きつめてから、神社には入らず迂回路をとっていたのだが、その迂回路については複数の伝えがあり、はっきりしない。なお、今日ある欅並木の参道は、江戸期には松並木、太平洋戦争の前までは杉並木であったという。
毎月の5と10の日には六斎市 が立てられていた（五十の市）。

### 安藤橋
氷川神社参道から分かれて中山道を北に進むと最初にある大きな交差点が吉敷町交差点である。かつて大宮宿の南の入り口であったこの場所には東西に流れる排水路があり、長さ7尺（約212cm）、幅1間4尺（約303cm）の石橋が架かっていた。この橋の名を「安藤橋」といったが、それは大宮宿の人々を救った一人の武士の名にちなんだものである。
北澤家の失火に始まり大宮宿の85軒を焼いた安永4年（1775年）の大火（北澤大火）は、その救助活動が7日に及ぶほどの惨事であったという。言い伝えによれば、この事態に際してときの勘定奉行であり道中奉行であった安藤弾正（安藤惟要〈あんどう これとし〉。安藤弾正少弼惟要。在職：1761- 1782年）は、被災者に幕府の御用米と御用金を施し、大いに救ったと伝えられている。しかし、それは許可を取らない独断による措置であったため、彼は責任を問われて切腹した。安藤弾正に救われ、その死を悼む人々は、その徳を永く後世に伝えるため、墓碑を建てて祀ったという。碑は「安藤弾正少弼惟要」と刻まれた小さなものであるが、交差点の脇に今も見ることができる。
なお、安藤橋は今はなく、小さな石碑が残されている。また、さいたま市立博物館には、欄干の北側にあって橋の名が刻まれていた親柱が保存されている。

### お女郎地蔵と火の玉不動
江戸時代、大宮宿に柳屋という飯盛旅籠があり、街道筋でも評判の千鳥・都鳥という美しい姉妹が旅人の相手をしていたという。 やがて千鳥が宿場の材木屋の若旦那と恋仲となり、末は夫婦にと固い約束を交わす。 ところが、関八州を荒らし回る大盗賊・真刀徳次郎が横恋慕し、何が何でも千鳥を身請けするとしつこく迫り、挙句の果てには宿に火を点けると凄んで手を付けられなくなった。 これを知った千鳥は思いあまって、高台橋から身を投げてしまったという。 今日、高台橋の傍らにひっそりと佇む女郎地蔵は、千鳥を哀れに思った町の人々による建立と伝えられる。
さて、千鳥の悲劇があった頃、高台橋付近では鬼火（火の玉）が多く見られた。人々はこれを高台橋から身投げした千鳥の霊魂であるとか、傍らの不動明王像の悪戯であるなどと噂し合った。 そんなある日の夜、一人の男が松の陰に潜んでいると、谷間から鬼火が現れた。これに怖れおののいて、男は鬼火に向かって出鱈目に斬りつける。すると大きな悲鳴が聞こえ、そして、物凄い形相の男が姿を現わした。その男は 「俺は不動明王だ。お前に剣を斬り落とされた」 と言い残して消えてしまった。 この話を聞いた人々が翌日様子を確かめに行くと、怖ろしい顔をした不動明王像は剣を持っていなかったという話である。 以来、像は「火の玉不動」と呼ばれるようになった。

### 下原刑場
下原刑場も参照
先の盗賊団の頭目・真刀徳次郎は寛政元年（1789年）の4月、一族郎党とともに火付盗賊改方・長谷川宣以に捕らえられ、処刑された。奇しくもその場は、飯盛女・千鳥が身を投げた高台橋の脇にある「下原刑場（しもはら けいじょう）」であったという。なお、その名「下原」は一帯が原っぱであったことにちなむものである。
この刑場は、明治元年（1868年）の明治天皇の氷川神社行幸の際、地元から嘆願書が出されて廃止されている。現在のさいたま新都心駅の東側一帯である。

### 涙橋（中之橋）
下町の排水路に架かる石橋であったという。大宮宿を江戸方へしばらく下った所にある下原刑場へと送られる罪人は、ここ中之橋あたりで遺される者と涙の別れをすることになっていた。そのため、いつの頃からか「涙橋」と呼ばれるようになったらしい。橋の跡地には今、「涙橋」と刻まれた碑が置かれている。

### 塩地蔵
次のような言い伝えが残っている。
昔、妻に先立たれた浪人が幼い2人の娘とともに旅をしていたところ、この地で病に倒れた。嘆く娘たちはある日の夜、夢枕に地蔵菩薩を見る。そのときのお告げに従い、塩断ちをして地蔵堂に祈る娘たちの願いは叶い、父の病は快癒する。喜んだ娘たちはたくさんの塩と線香を奉納し、のちには浪人はかつての主家に帰参することも叶い、2人の娘も幸せに暮らしたとのことである。そして、この親子にあやかりたく信仰を篤くした人々は、娘たちに倣って塩と線香を供えるようになったという。
信仰は今も続いており、毎日信心深い人々の訪れが絶えない。堂は今日でいう吉敷町四丁目の鉄道線路敷地内に祀られていたが、線路拡張のため吉敷町一丁目の中仙道沿いに移された。しかしそこで火災に遭い、1921年（大正10年）、現在の吉敷町一丁目に再度移転された。隣に3体の子育て地蔵もある。

### 東光寺
曹洞宗曹洞宗約15000寺のうち十指に入る北関東の名刹 である大宮山東光寺は、もとは大宮黒塚（氷川神社の東側、現・産業道路脇）にあって、天台宗に属していた。徳川家光の頃、中山道の整備に伴い現在地に移されている。
寺伝によれば平安時代末期、武蔵坊弁慶の師匠とされる京・鞍馬寺の東光坊祐慶（宥慶） が黒塚の鬼婆（おにばば）を法力をもって退散させ、鬼婆に殺された人々を葬るために庵を結んだことを起縁としている。史実としては、鎌倉時代に梁室元棟禅師がこの地に来錫（らいしゃく）して開山し、曹洞宗寺院に改めたとされている。なお、ここに見る「黒塚の鬼婆」というのは福島県の安達太郎山に伝わる「安達ヶ原（あだちがはら）の鬼婆」こと「黒塚の鬼婆」と同一の怪異者である。「安達ヶ原」は陸奥国の話であるが、大宮の堀之内を昔「足立ヶ原（あだちがはら）」と呼んでいたことから、混同が起こったらしい。ただし、この種の伝承は日本各地に存在するのであり、いずれが本家・本元と言えるようなものではない。
東光坊祐慶が足立ヶ原黒塚の鬼婆を呪伏した際の護身仏と伝えられる、1寸8分の金銅薬師如来像を本尊とする。萬霊塔、庚申塔（延宝8年〈1680年〉）あり。
また、東光寺は、中山道を往還する文人墨客 が足を留めた所でもあり、漢学者・上山寿山や先述の漫画家・北澤楽天、大宮市発展の礎となった駅の誘致に尽力した白井助七、といった名誉市民の墓碑もある。

### 東大成の庚申塔
この節は大宮宿ではなく、近隣の解説である。
浮世絵師・渓斎英泉が大宮宿の風景として描いたのは、当時、丹沢山地と富士山の眺望が素晴らしかった東大成（ひがしおおなり）の庚申塔近辺である（右上の画像と解説文を参照）。塔は元禄10年（1697年）の建立と伝えられる。正面に青面金剛像・二鶏・三猿が陽刻され、裏面には近在の22人の女の名が刻まれている。地元では「耳の神さん」「眼の神さん」として親しまれ、耳や眼の病いのときには団子を供えて平癒を願う。

## 名所・旧跡・観光施設
江戸方から上方へ（この区間では南から北へ）、おおよそ道なりに記す。
大宮宿
- 武蔵国一宮の石柱 ：所在地はさいたま市大宮区吉敷町2-9。
- 氷川神社一の鳥居 ：「#氷川神社」参照。所在地は上に同じ。
- 安藤橋碑、伝・安藤弾正の墓碑 ：「#安藤橋」参照。所在地は大宮区吉敷町1-103。
- 塩地蔵 ：「#塩地蔵」参照。所在地は大宮区吉敷町一丁目。
- 涙橋（中之橋）跡 ：「#涙橋（中之橋）」参照。所在地は大宮区下町2-29。
- （紀州鷹場本陣）：「#紀州鷹場本陣」参照。
- （臼倉新右衛門家・本陣）：文政年間（1818- 1830年）以前、臼倉新右衛門が代々務めていた本陣。現存せず（現・キムラヤベーカリー）。
- （山崎喜左衛門家・本陣）：臼倉新右衛門の後を受けて文政年間以降、代々本陣務めた山崎喜左衛門の屋敷。現存せず（現・岩井ビル）。
- 東光寺 ：「#東光寺」参照。所在地は大宮区宮町3-6。
- 栗原家の持仏堂 ：大宮宿にて脇本陣を3つも営んでいた[17] 栗原氏[18] の阿弥陀堂（持仏堂、栗原堂、御影堂〈ごえい-どう〉とも称）がある。栗原内記とその妻の木彫坐像も安置されている。所在地は大宮区宮町4-122。
- さいたま市立博物館 ：浦和宿と大宮宿に関する展示あり。
- 氷川神社 ：武州六大明神の一つである、武蔵国一宮名神大社。「#氷川神社」も参照。所在地は大宮区高鼻町1-407。

大宮宿以北
- 土手町の椎の木 ：旅路の目印として植えられていた2本の椎の大木が今も青々と葉を茂らせている。所在地は大宮区土手町1-29。
- 氷川神社裏参道石柱 ：「官幣大社　氷川神社」と刻まれた石柱。
- 大山御嶽山道標（おおやま-みたけさん-どうひょう）：安政7年（1860年）建立の道標で、「大山　御嶽山　よの　引又　かわ越道」と刻まれている。すなわち、相模大山および大山阿夫利神社と、御岳山（東京都青梅市）、近隣の与野（現・さいたま市中央区）、引又（ひきまた。現・志木市）、そして、交易地として栄えていた川越への道を案内するものであった。なお、大山詣では、男子が15 - 20歳になると一人前と見なされ、村の大人とともに参拝する習わしとなっていた。所在地は北区東大成町一丁目。
- 八百姫大明神（やおひめ-だいみょうじん）：嘉永7年（1854年）に再建されたと伝えられる「八百姫大明神」の石碑が小堂に納められている。八百姫とは、人魚の肉を食べて800歳まで生きたという、いわゆる「八百比丘尼（やお-びくに）」のことであり、当地にしばらく滞在していたとの伝説が残っている。所在地は北区植竹町1-197。
- 石上神社（いそのかみ-じんじゃ）：中山道筋から西へ横道を入った所に小さな祠がある。疱瘡（ほうそう）の神としてその禍（わざわい）から逃れられるよう信仰されたもので、太平洋戦争前までは露店が出るほどの賑わいであったという。所在地は北区東大成町二丁目。
- 馬頭観音、三界萬霊塔 ：所在地は北区東大成町二丁目。
- 東大成の庚申塔 ：「#東大成の庚申塔」と右上の画像および解説文を参照のこと。所在地は上に同じ。
- 加茂神社、天神橋の立場 ：別項「上尾宿」にて記述する。

## 交通の基本情報

### 中山道の行程
- 江戸・日本橋から京・三条大橋までの全行程　135里24町8間（約532.8 km[19]）中
  - 江戸・日本橋 - 大宮宿　7里16町（約29.2 km[20]）
  - 浦和宿 - 大宮宿　1里10町（約5.0 km[21]）
  - 大宮宿 - 上尾宿　2里（約7.9 km[22]）
  - 大宮宿 - 京・三条大橋　128里8町8間（約503.6 km[23]）
- 江戸期の成人男性は通常、旅の1日におよそ10里（平地を8- 10時間で約40km、時速約4- 5 km）を歩く。[24]

### 中山道の一里塚
- 中山道の一里塚一覧
浦和 《非現存》（6里） - 大宮 《不明》（7里） - 《不明》（8里） - 上尾 《非現存》（9里）

### 隣の宿
- 中山道
浦和宿 - 大宮宿 - 上尾宿

### 現代の交通
- 鉄道（最寄り駅）
  - ■JR東日本（東日本旅客鉄道） 大宮駅
    - 新幹線　-　■東北新幹線　■山形新幹線　■秋田新幹線　■上越新幹線（始点）　■北陸新幹線
    - JR東日本 東北本線貨物線　-　■■湘南新宿ライン
    - JR東日本 東北本線旅客線　-　■JR宇都宮線（上野東京ライン）　■JR高崎線（上野東京ライン）　■JR京浜東北線
    - JR東日本 東北本線別線　-　■JR埼京線　■JR川越線

  - ■ 東武鉄道　-　■ 野田線 大宮駅
  - ■ 埼玉新都市交通　-　■ 伊奈線（ニューシャトル） 大宮駅
- 自動車道路
  - 埼玉県道164号鴻巣桶川さいたま線 ：この区間の中山道の現在の名称。次の大宮宿の先までほぼ一直線に北進する。
  -  国道16号 ：川越道とも称。大宮駅付近で中山道と交差。
  -  国道17号 ：中山道と並走・交差。